# چنستوخووا
چنستوخووا (به لهستانی: Częstochowa) یکی از شهرهای جنوبی لهستان است که در ساحل رودخانهٔ وارتا قرار گرفته‌است. جمعیت این شهر در ژوئن سال ۲۰۰۹ بالغ بر ۲۴۰٬۰۲۷ نفر بوده‌است.

## نگارخانه

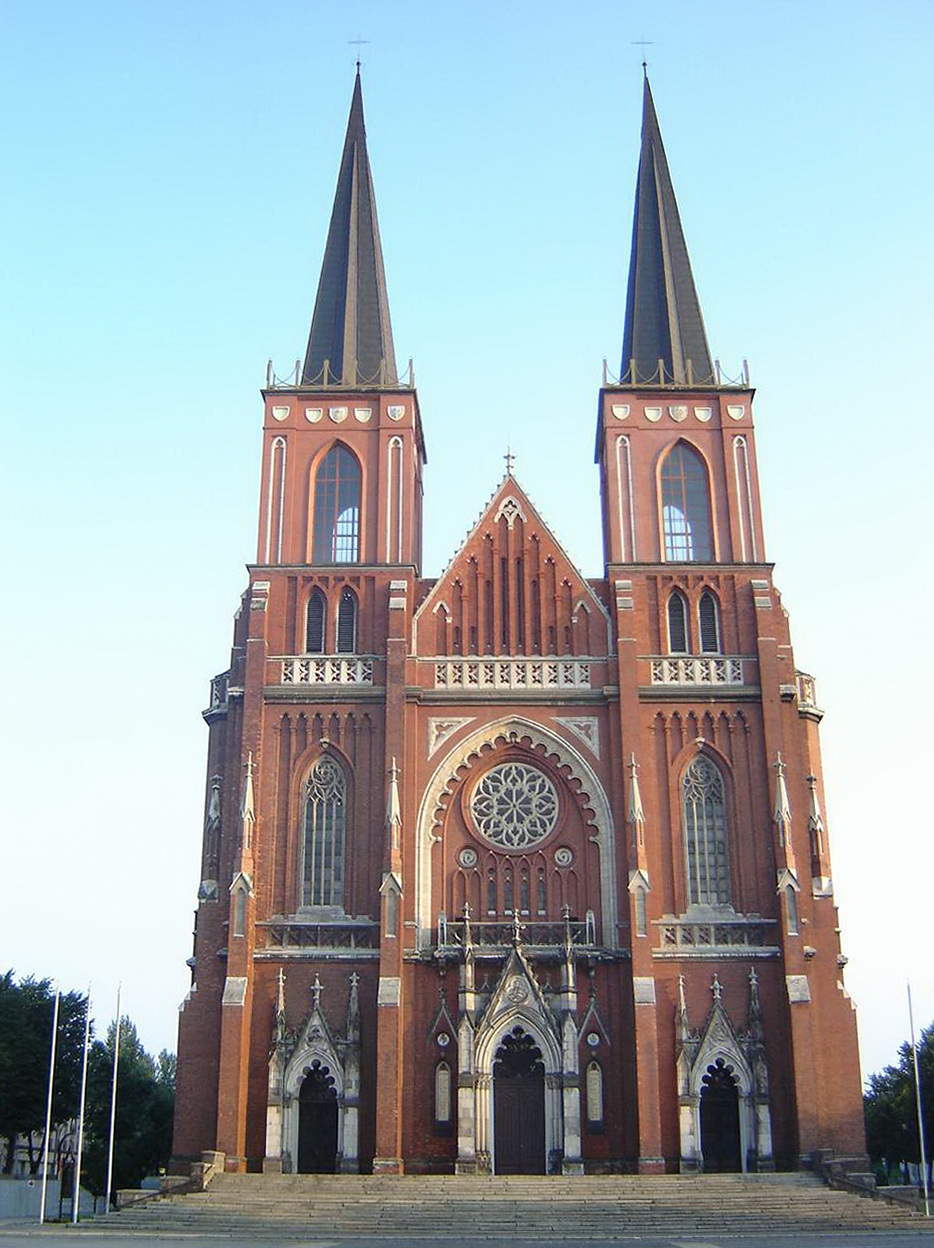
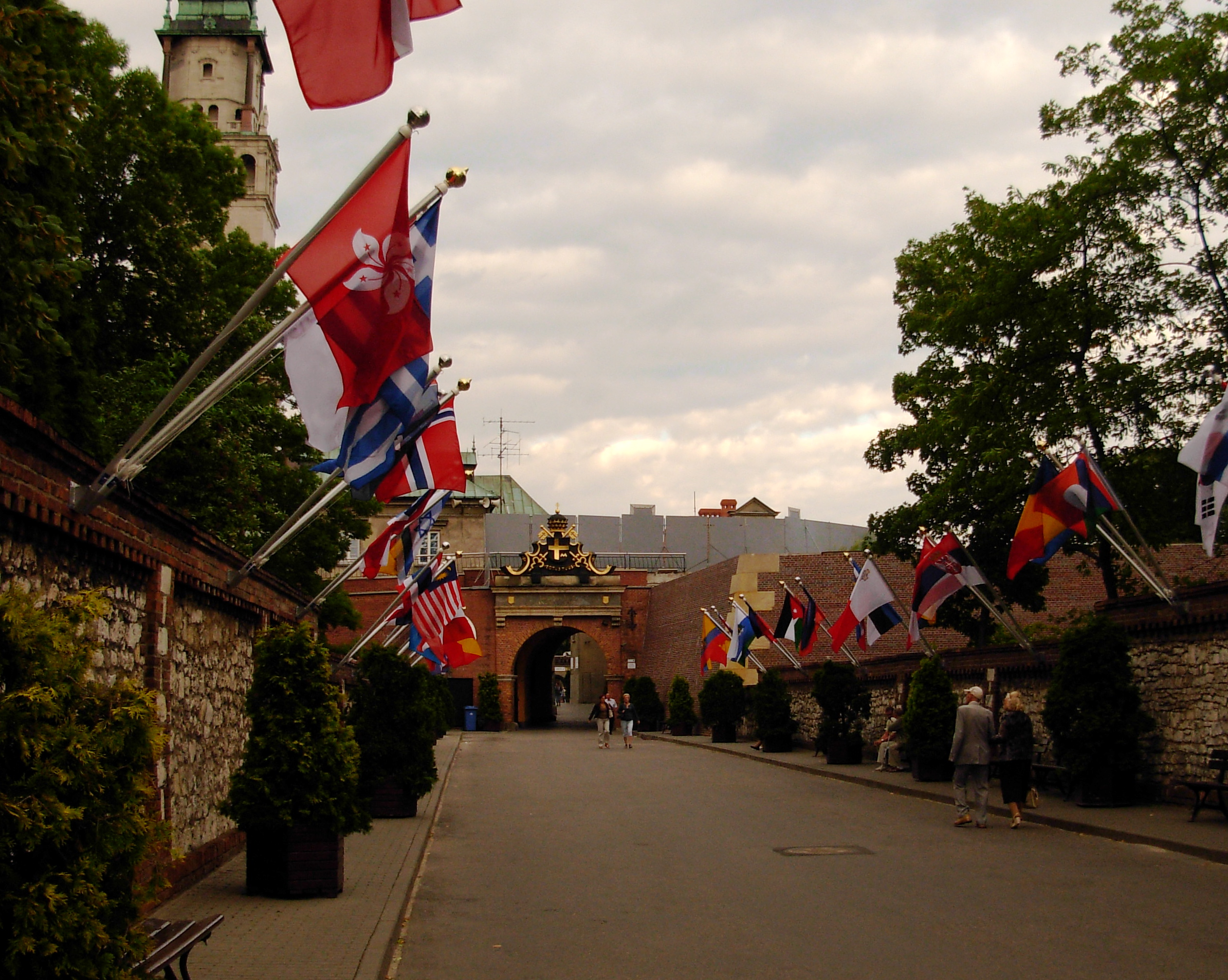
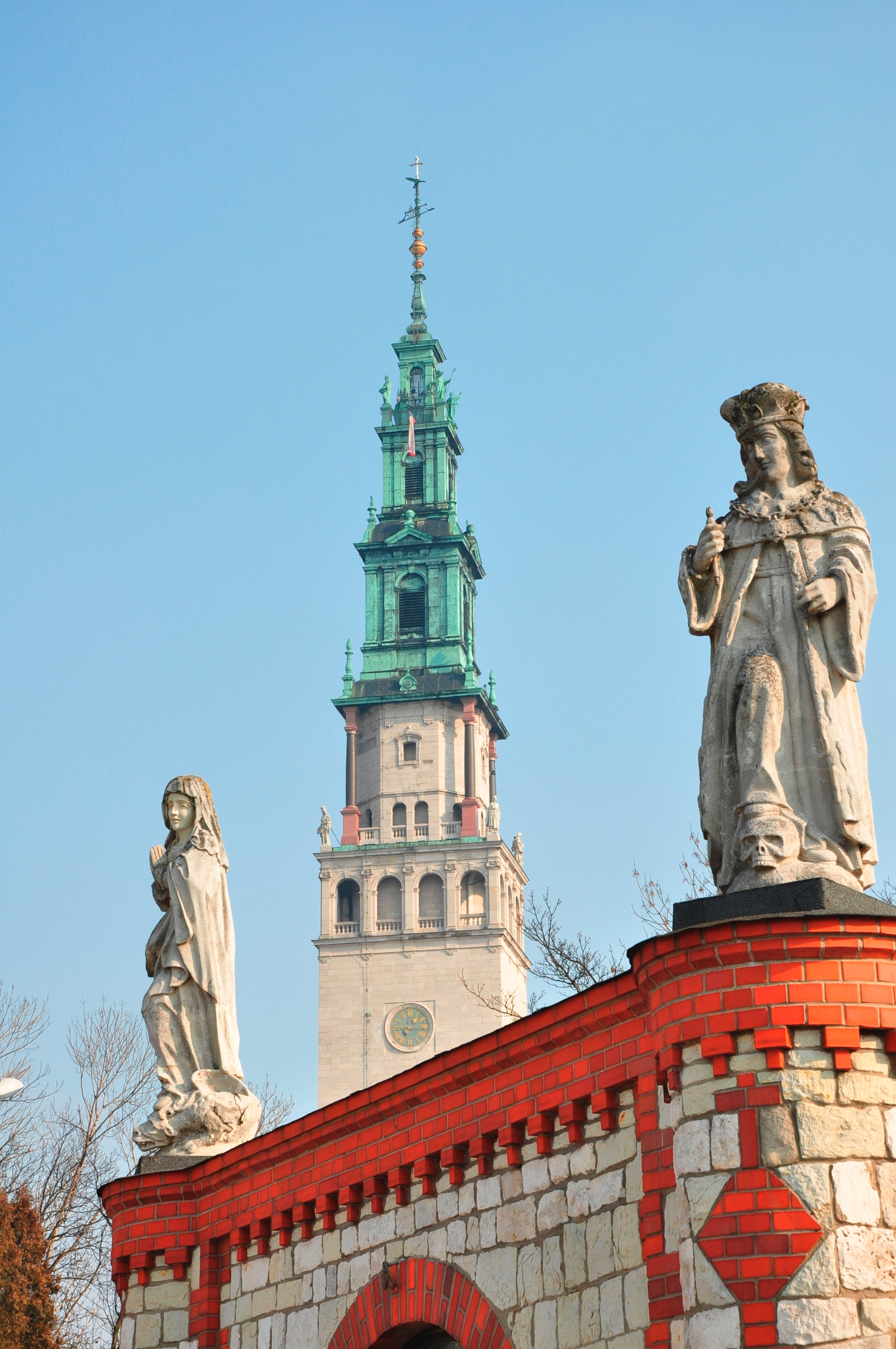
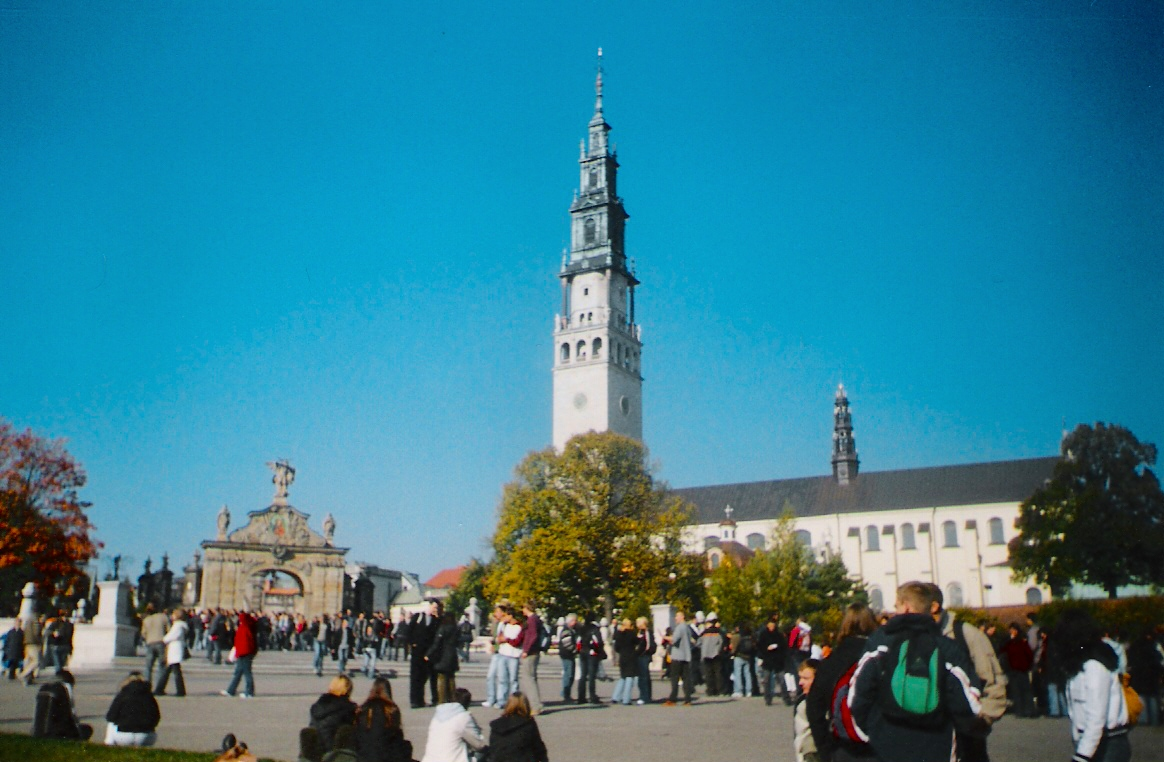
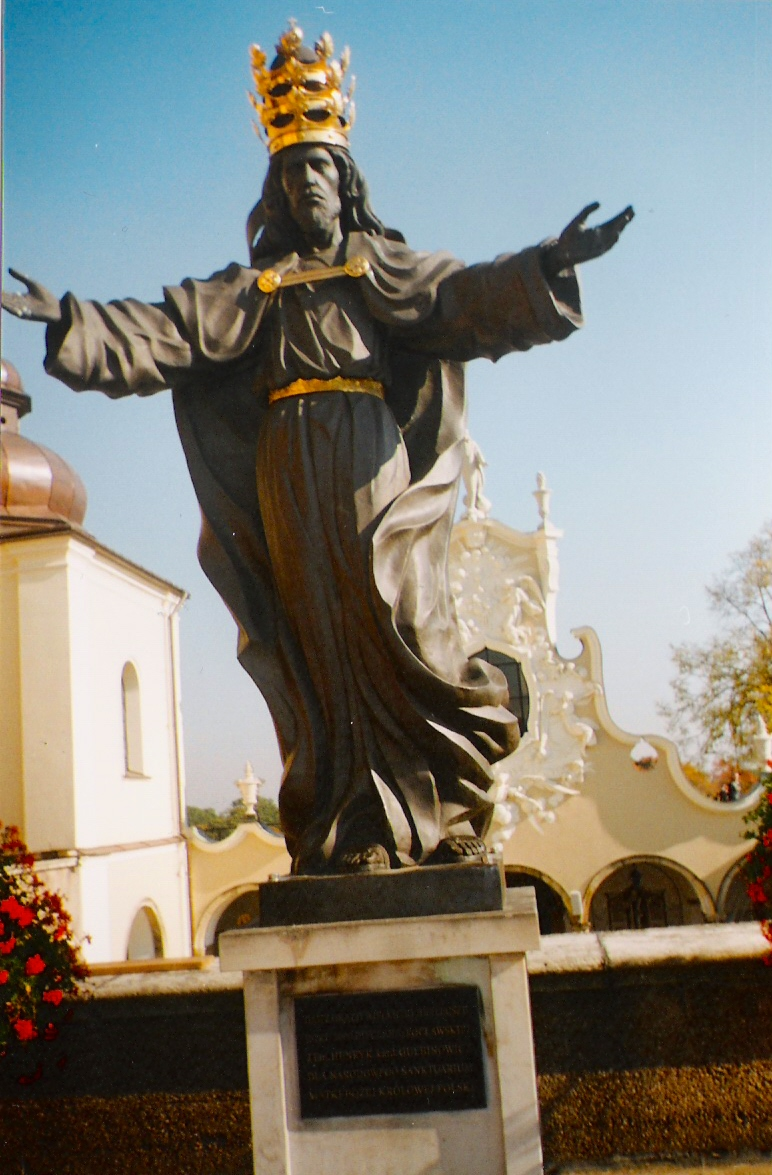
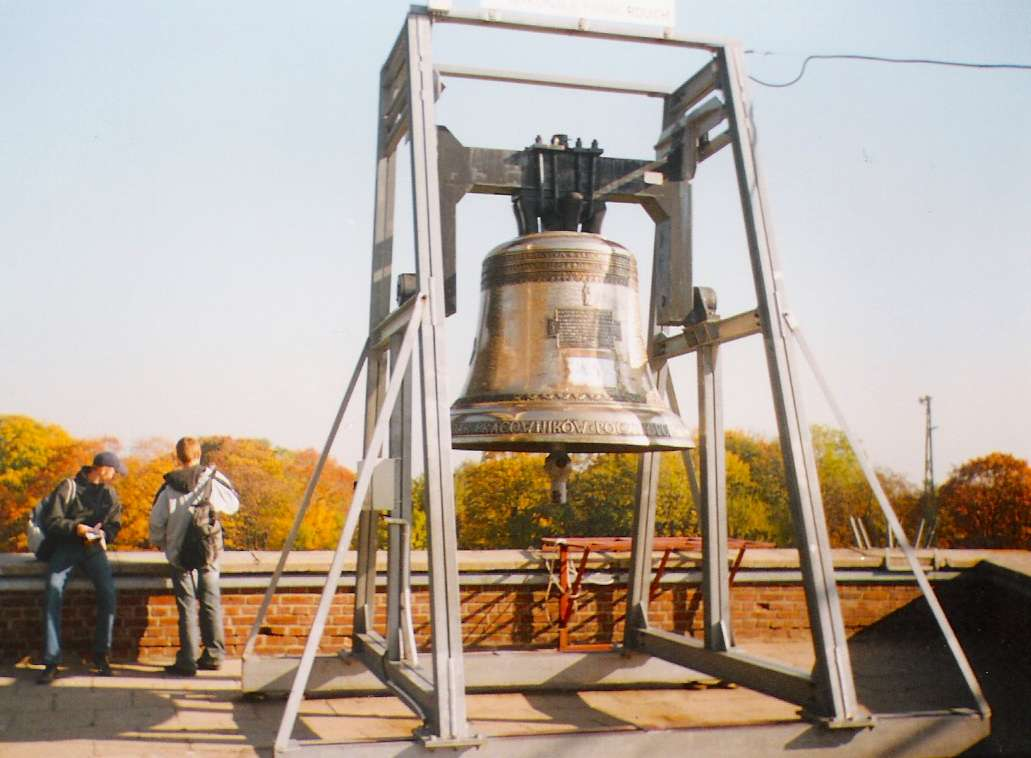
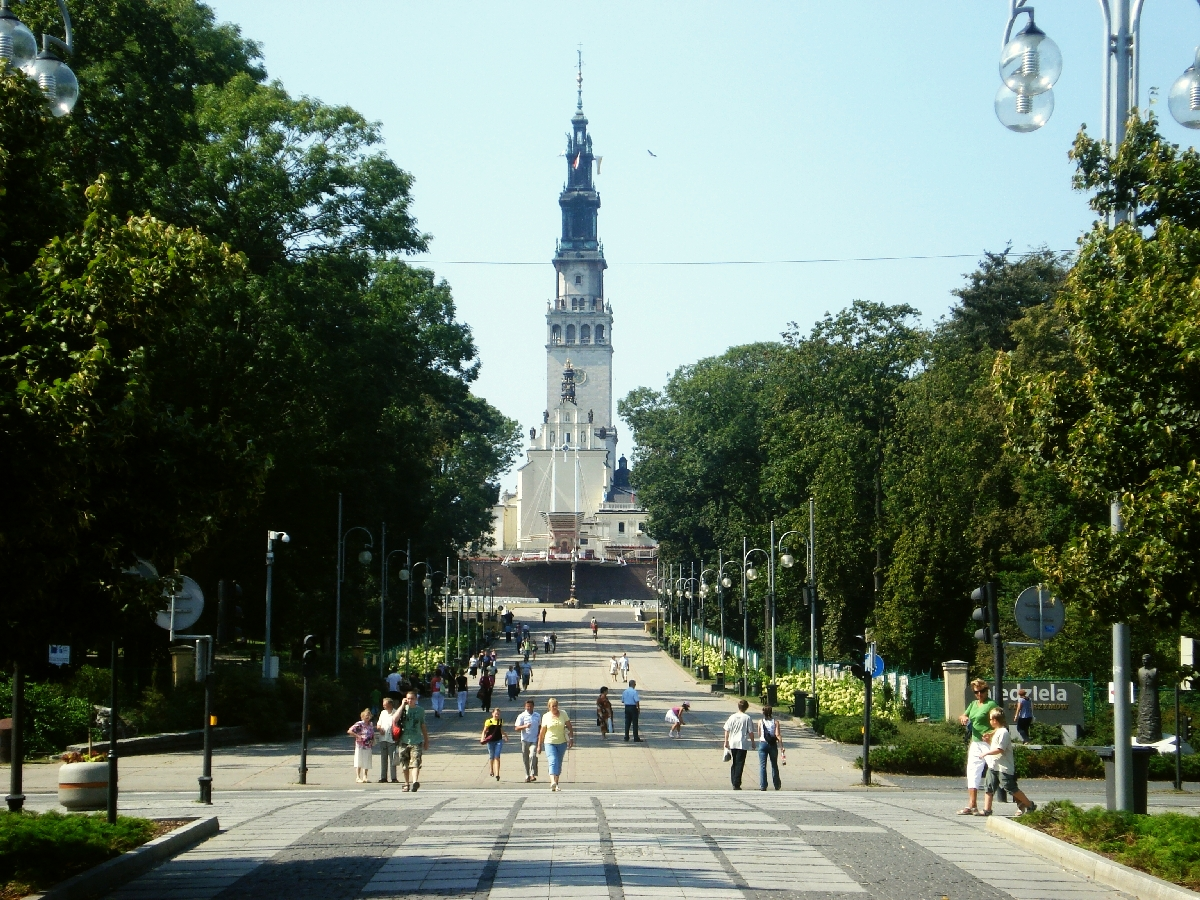
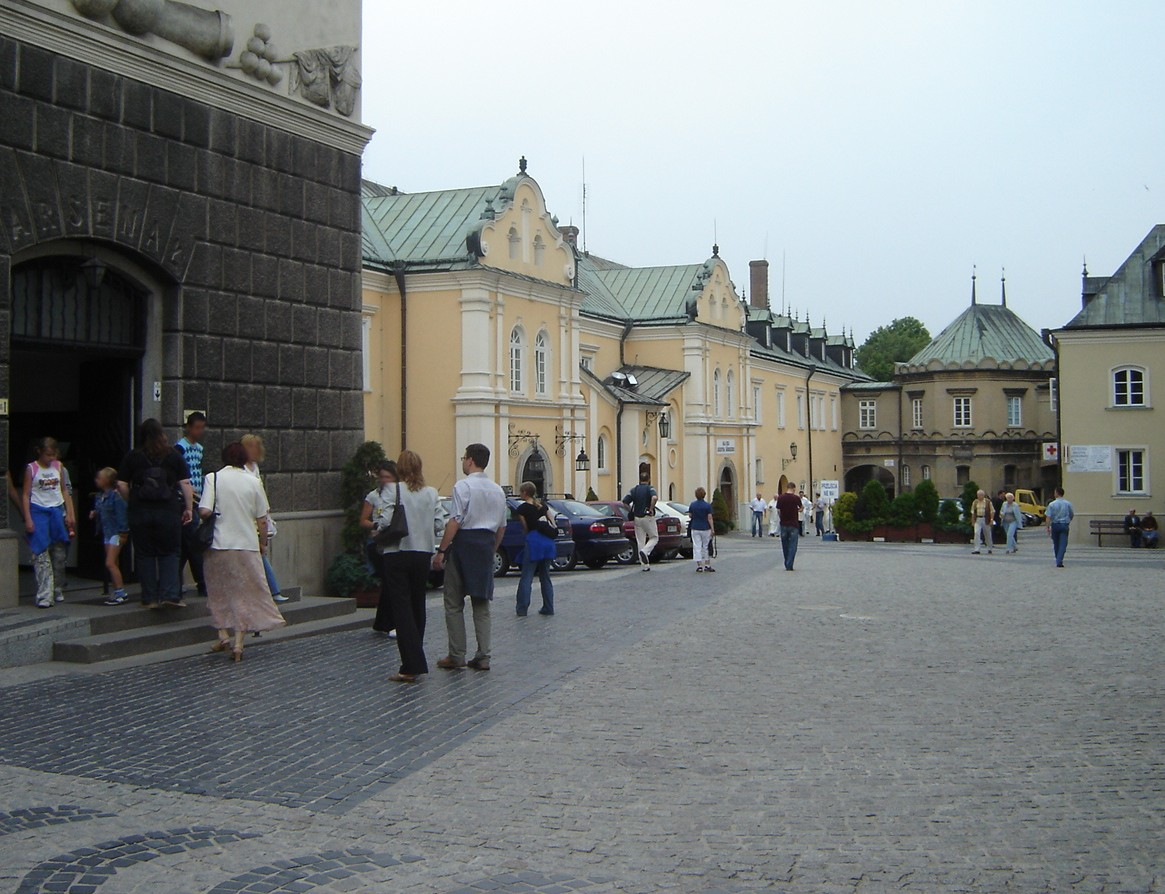
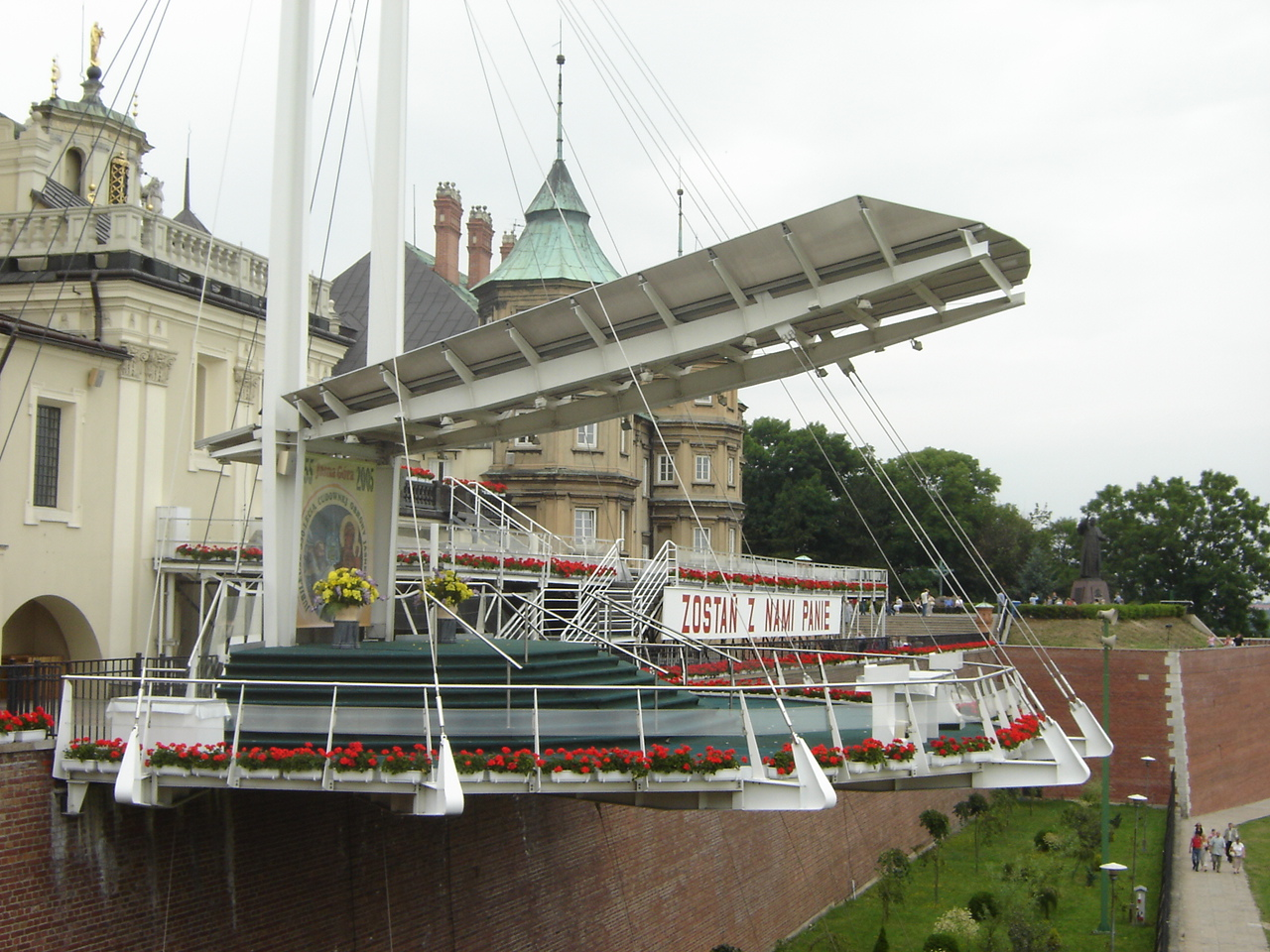
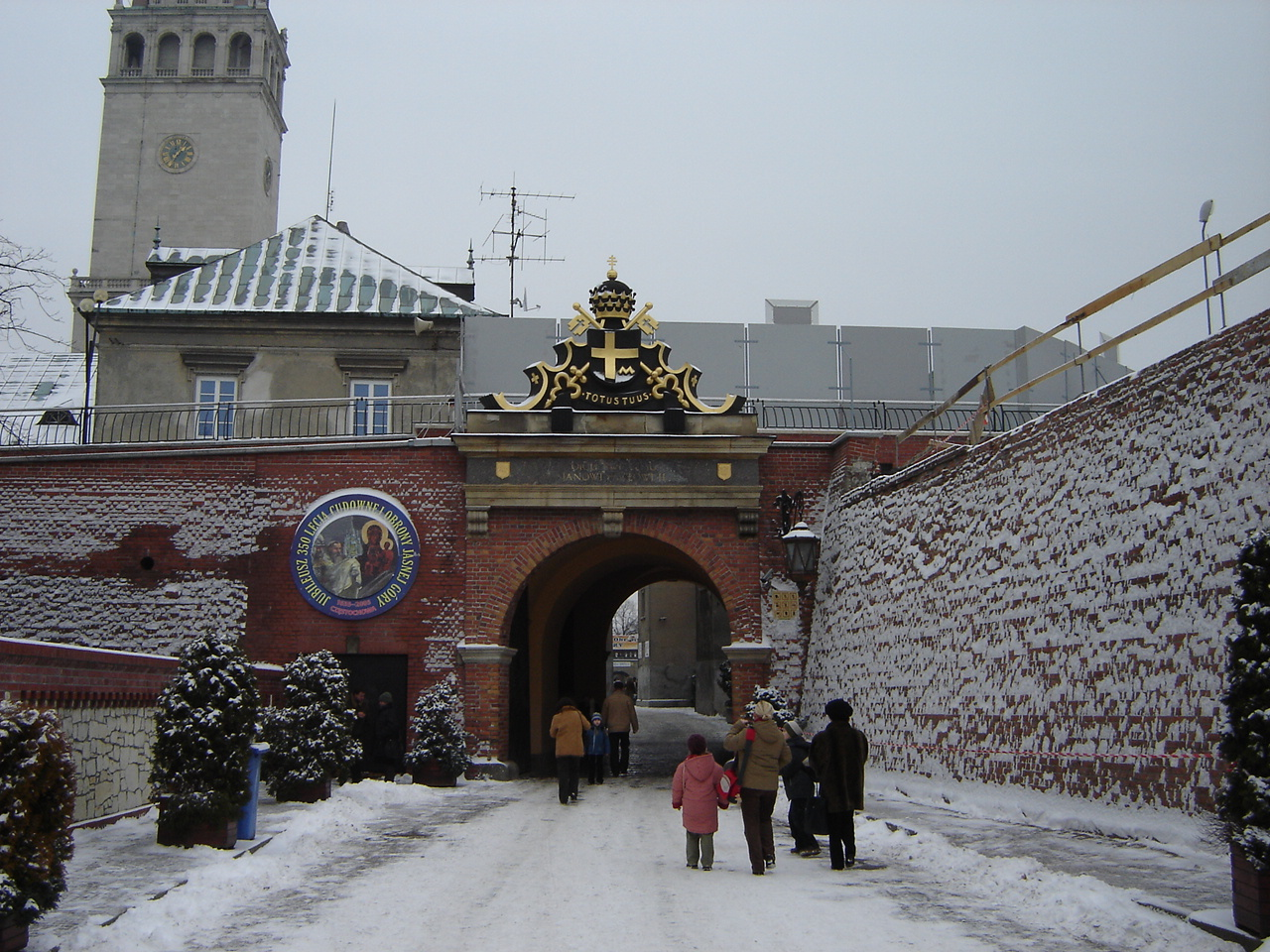
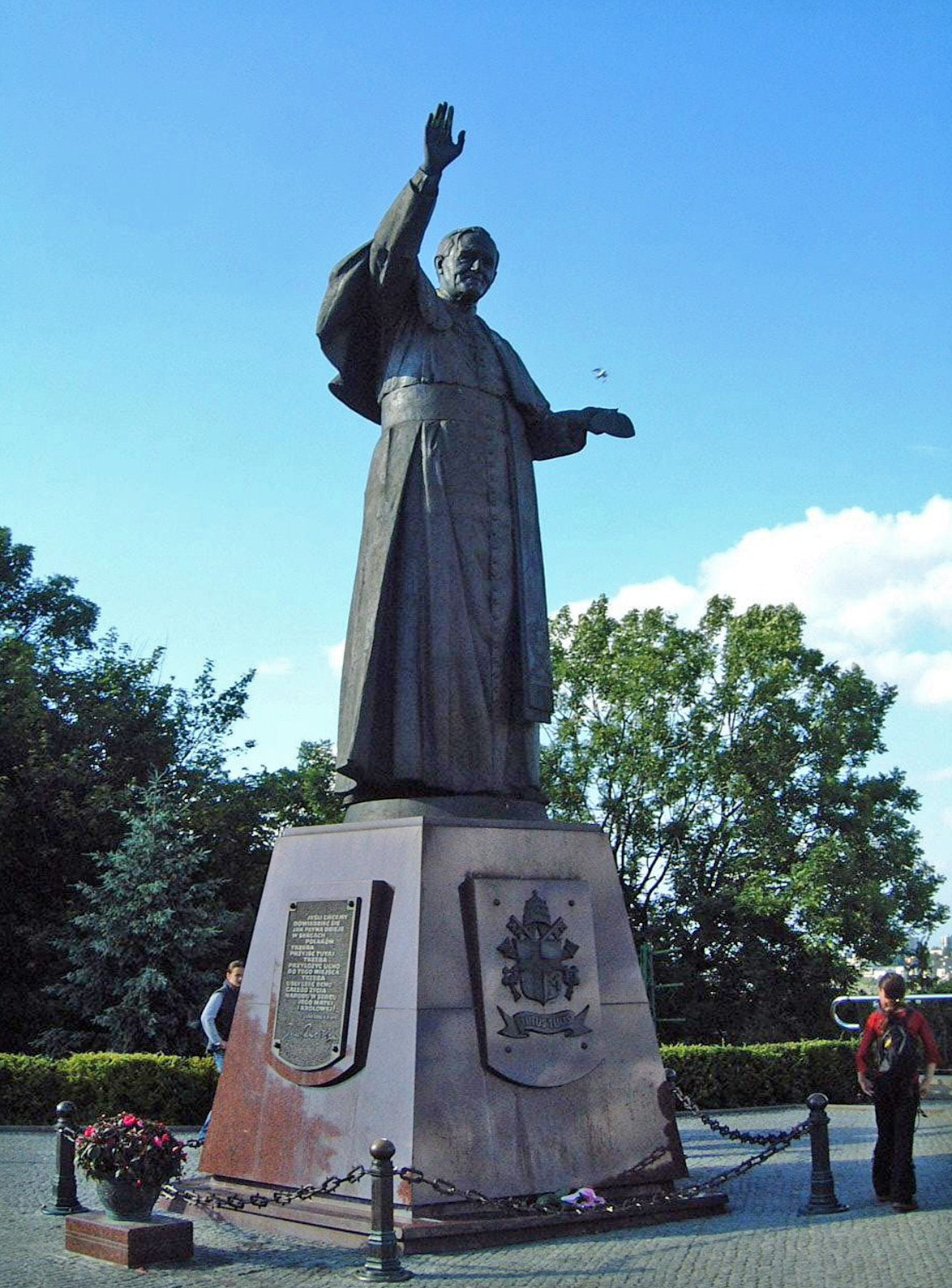
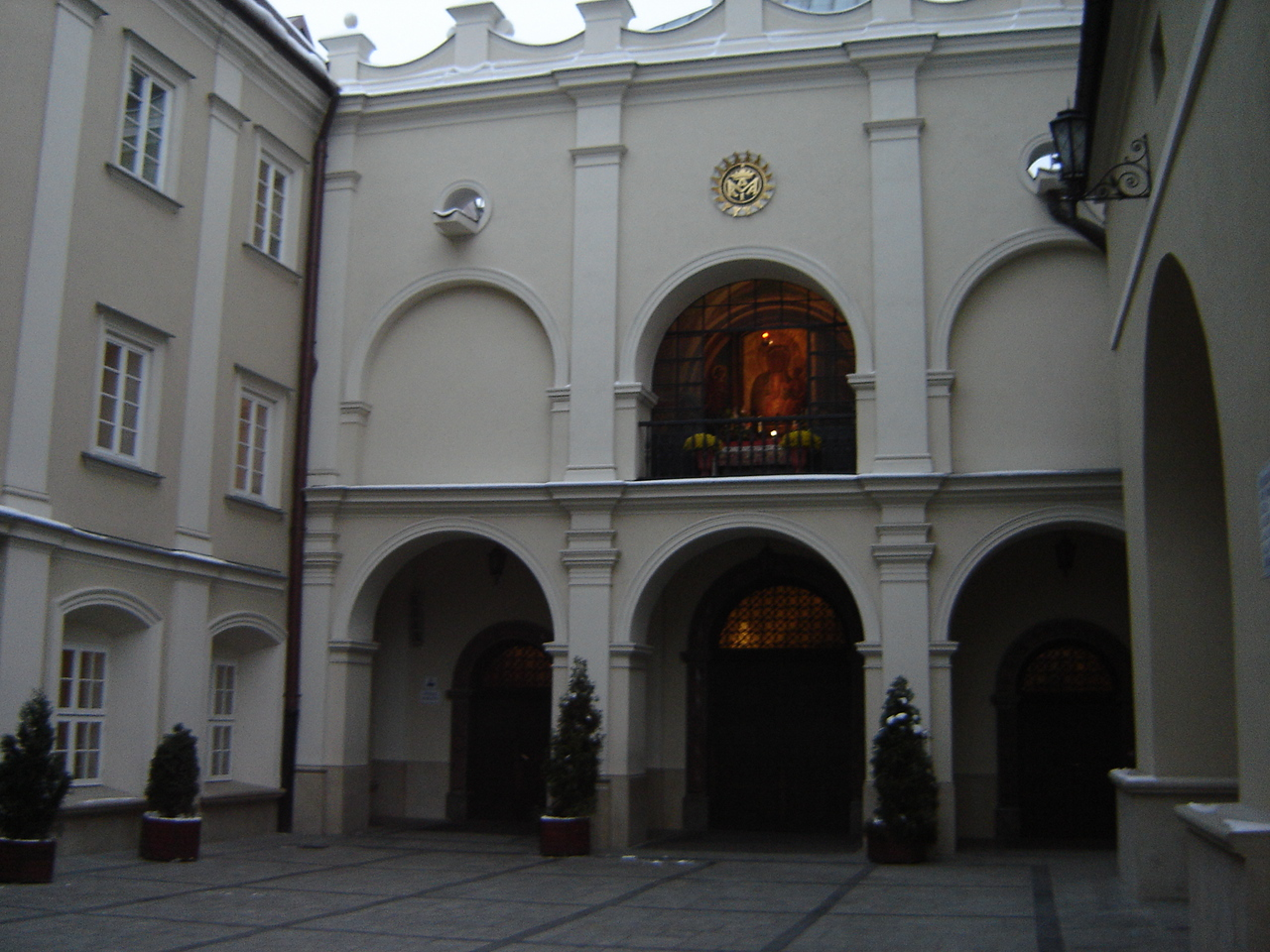
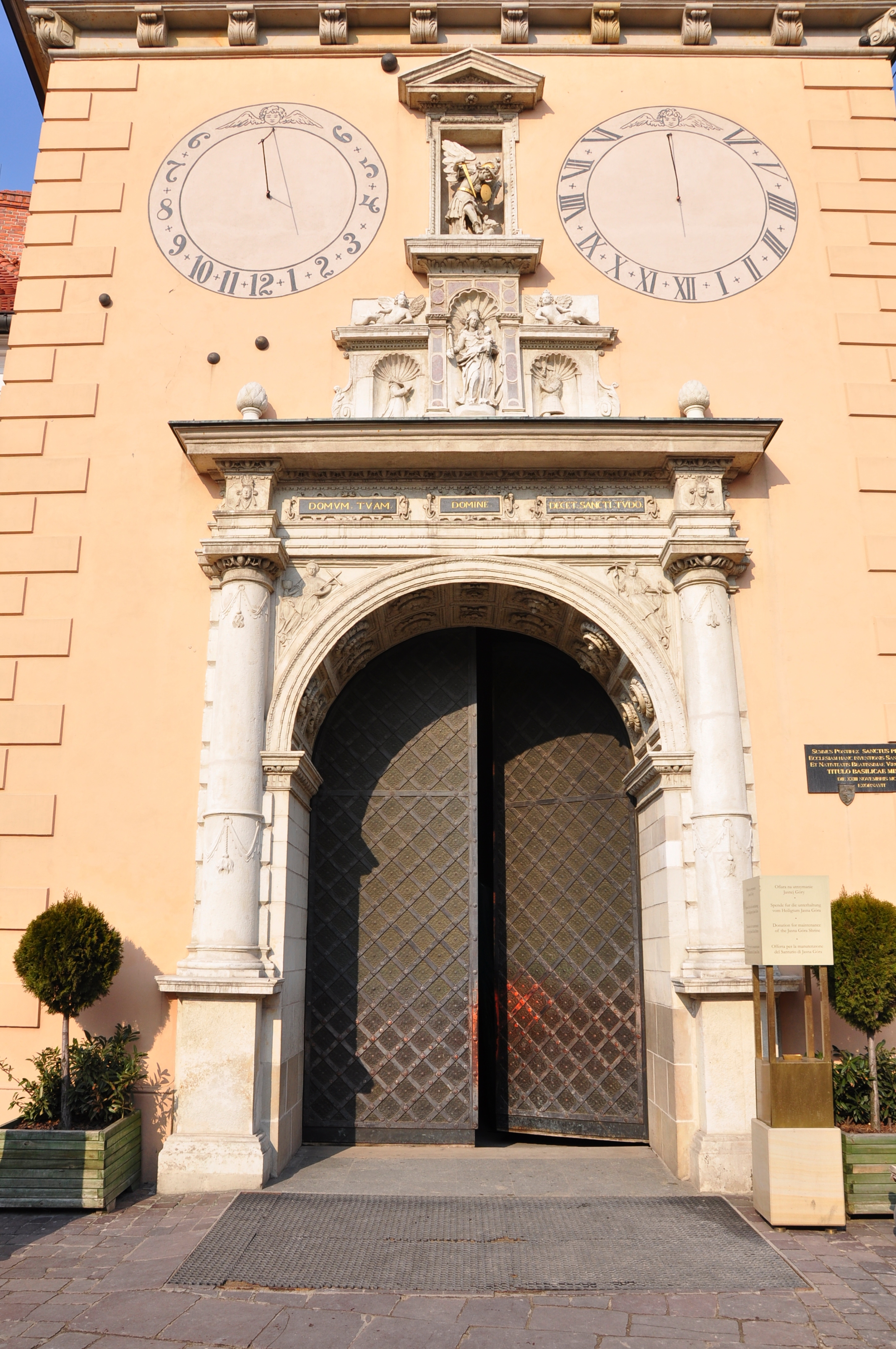
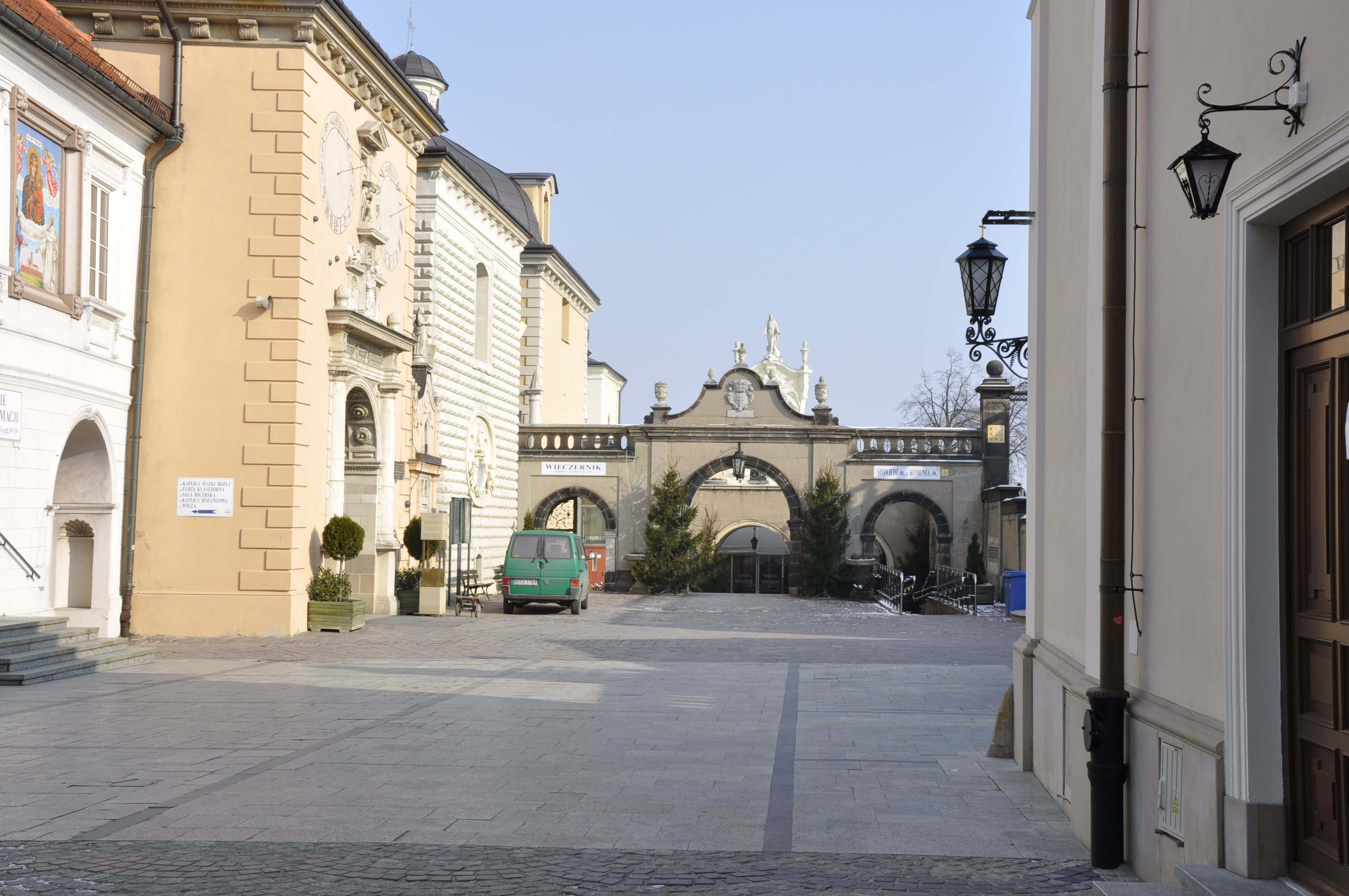
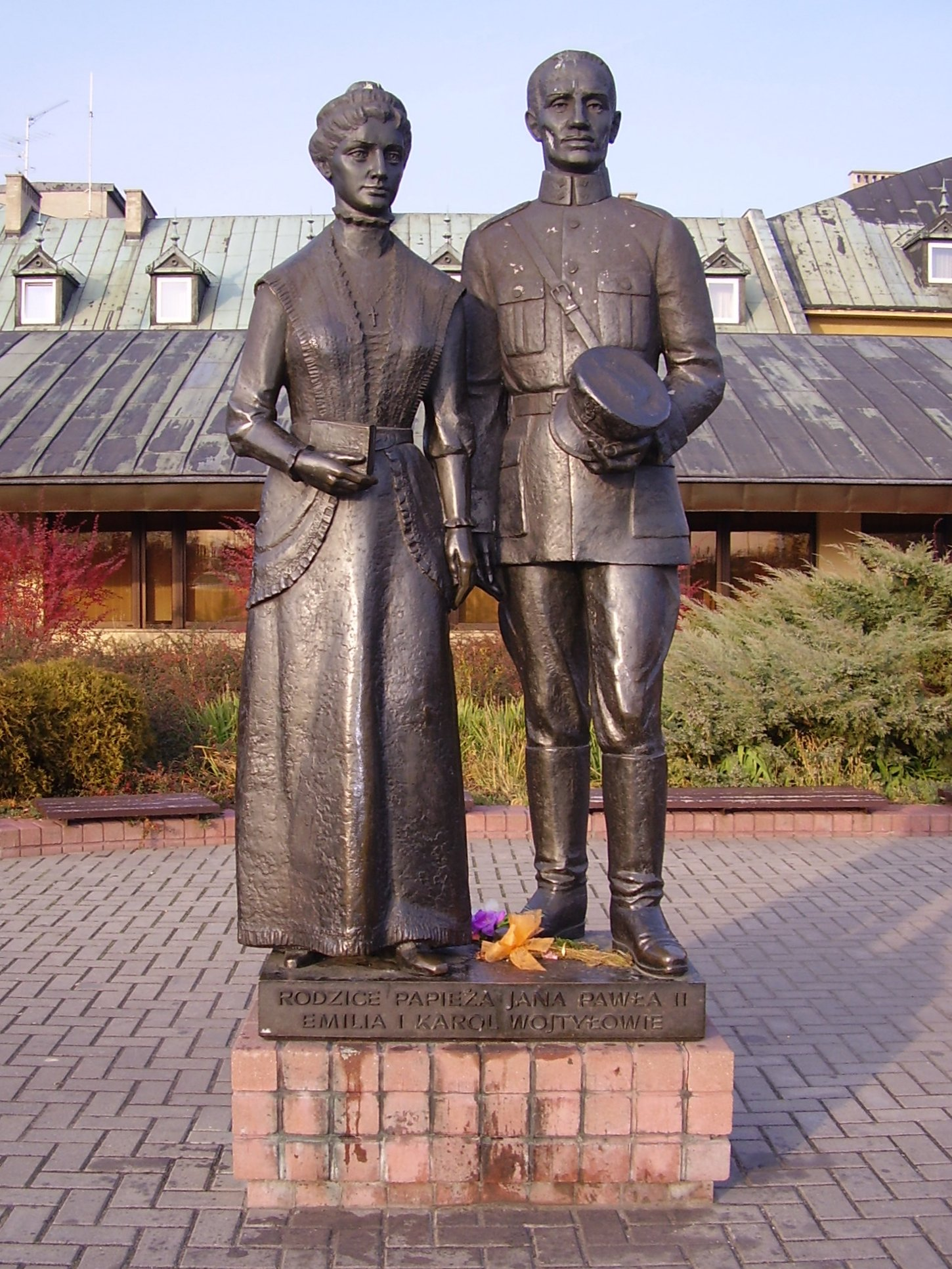
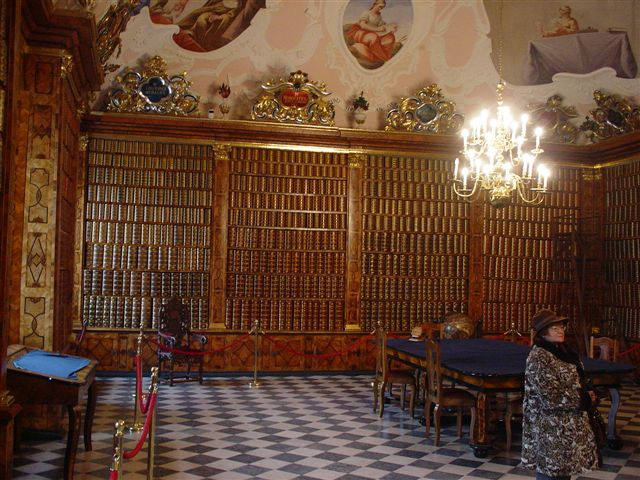
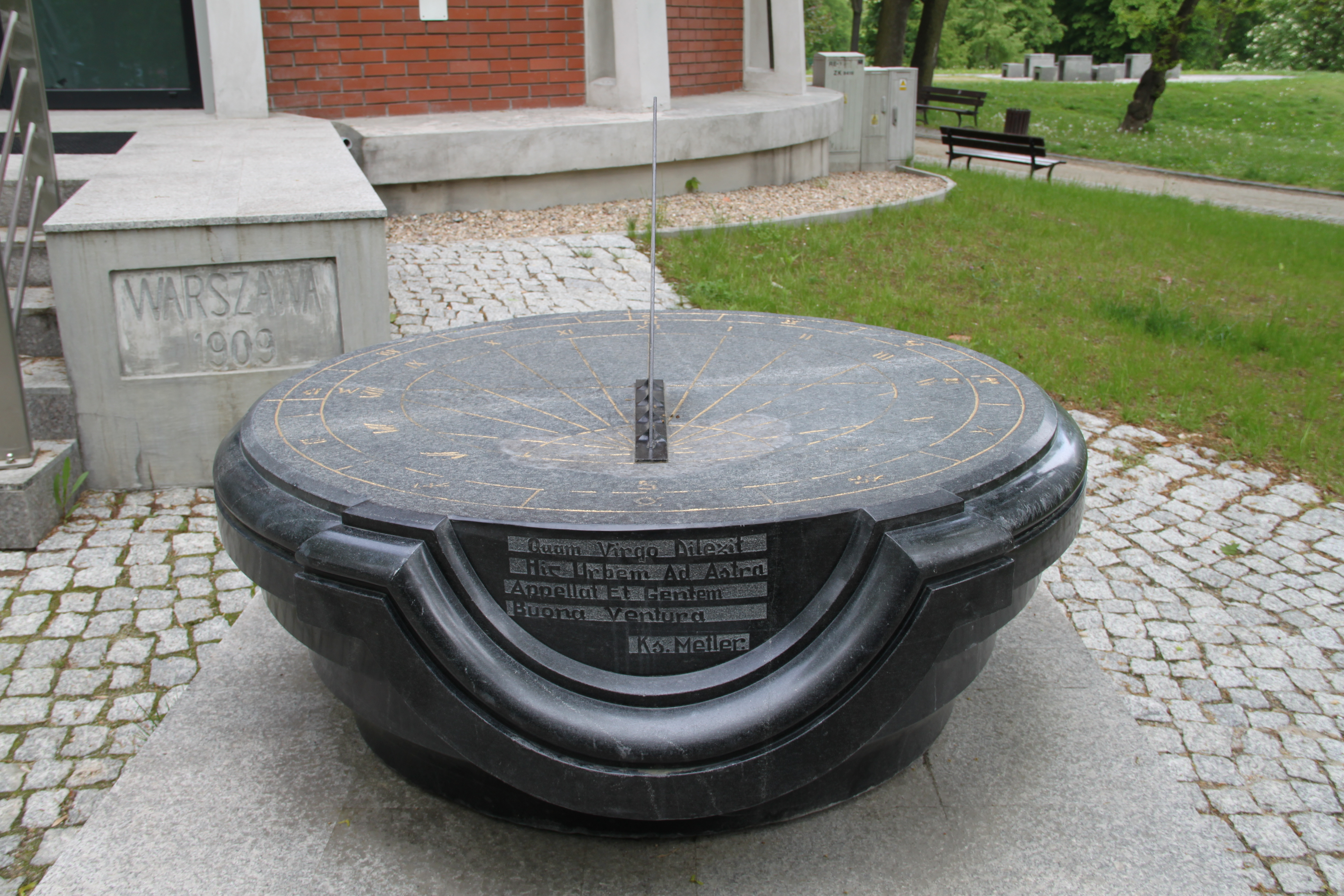
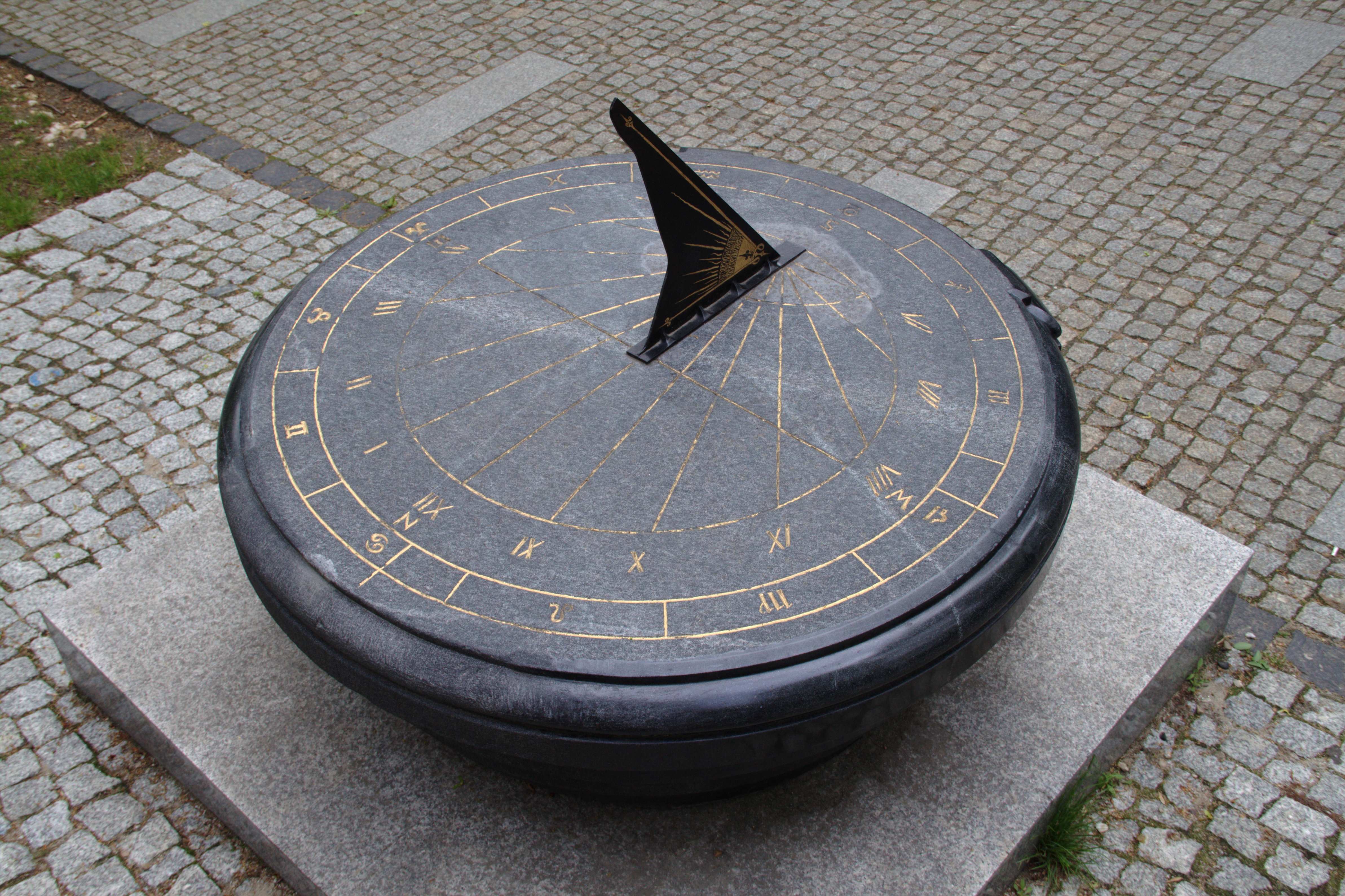
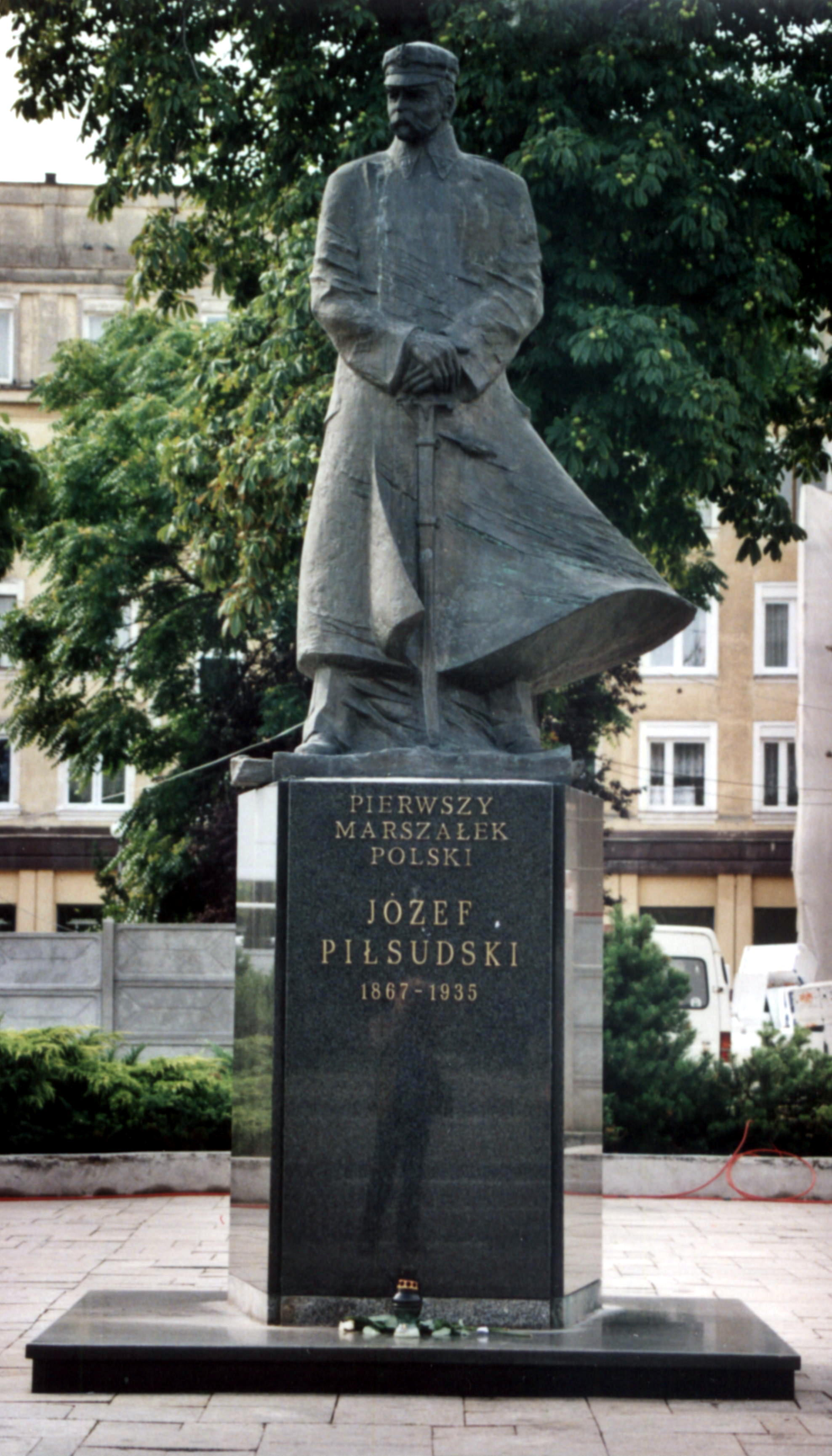
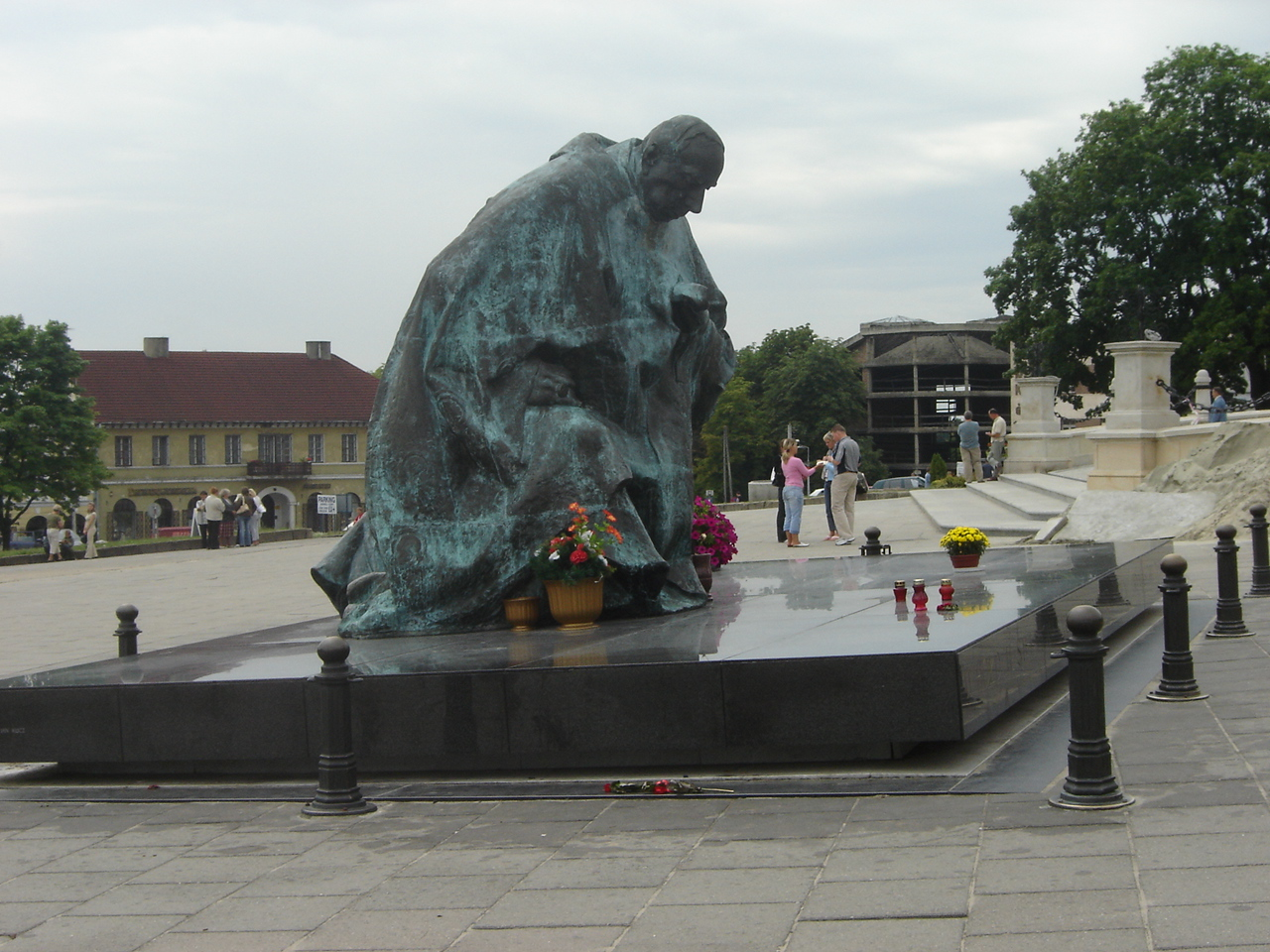